# Обними меня, взволнуй, поцелуй
«Обними меня, взволнуй, поцелуй» (англ. Hold Me, Thrill Me, Kiss Me) — американский комедийный фильм 1992 года с Эдриэнн Шелли, Максом Пэрриш, Андреа Нашак в главных ролях, сценарист и режиссёр — Джоэл Хершман. В фильме так же снимались Дайан Ладд, Шон Янг и Тимоти Лири.
Согласно The Austin Chronicle, «сильные стороны фильма Хершмана — это его удивительно дурацкая история в сочетании с потрясающим, первоклассным актерским составом, игра которого легко передаёт реалистичный образ жизни низших слоёв сословия».
Несмотря на в основном положительные отзывы, некоторые из которых доходили до сравнения Хершмана с Джоном Уотерсом и Полом Бартелом, фильм всё же не смог окупиться в прокате.

## Сюжет
Парень Эли (Макс Пэрриш), профессиональный вор, застрелил на свадьбе свою невесту и сбежал с её приданым. Чтобы скрыться на некоторое время и выждать до получения фальшивого паспорта от преступника (Тимоти Лири), он поселился в парке трейлеров в Калифорнии. Здесь герой, живя среди своеобразных и эксцентричных людей, влюбился в девушку Диану (Эдриэнн Шелли), сестра которой, Сабра (Андреа Нашак), работает стриптизёршей. Последняя, после того как герой отвергает её ухаживания, решает ему жестоко отомстить.

## В ролях
- Макс Пэрриш — Эли
- Эдриэнн Шелли — Дэнни
- Шон Янг — Твинкл
- Дайан Ладд — Люсиль
- Андреа Нашак — Сабра
- Тимоти Лири — Джонс (преступник)
- Джозеф Энтони Ричардс — Дуэйн
- Вик Тревино — Хулио
- Аня Сули — Ольга (оперная певица)
- Бела Лехоцки — Ласло (сын Ольги)

## Производство
Сюжет и сценарий фильма были созданы начинающим режиссёром Джоэлом Хершманом в 1991 году, который тогда был актёром. Хершман написал сценарий всего за десять дней. Продюсеры Трэвис Свордс, Мартин Айра Рубин, Бела Лехочски и Ален Сильвер вскоре присоединились к проекту, и для фильма была создана продюсерская компания Thrill Me Productions.
Кастингом занималась Дорин Лейн, она рассматривала как профессиональных, так и непрофессиональных актёров. Например Шон Янг ранее снималась в фильме «Бегущий по лезвию», в то время как Макс Пэрриш, главный герой, впервые играл в кино.
Роль Сабры, нимфоманки-стриптизерши, которая решила добиться Эли, сыграла Андреа Нашак, которая была участницей шекспировских фестивалей и которая с 1990 по 1992 год была звездой фильмов для взрослых (Эйприл Рейн).
В фильме есть два реальных актёрских дуэта матери и ребёнка: Дайан Ладд и её настоящая мать Мэри Ланьер, а также Аня Сули и её реальный сын Бела Лехоцки. Согласно Los Angeles Times, «элегантная Сули, как и её персонаж в фильме, была довоенной звездой кино и оперы в своей родной Венгрии». Джон Осье, реальный житель трейлерного парка, где снимался фильм, исполнил роль сына персонажа Дайан Ладд.
Съёмки проходили в Лос-Анджелесе, Калифорния, и Эль-Монте, Калифорния, и продлились всего 18 дней. По словам продюсера Алена Сильвера, съёмки частично прошли так быстро, потому что оператор Кент Л. Уэйкфорд использовал цифровое видео вместо кинопленки.
Автором саундтрека выступил Джеральд Гурье, который ранее был номинирован на премию Премию «Золотой глобус» за лучшую музыку к фильму за свою работу над «Мадам Сузацка» (1988). Другие треки были написаны такими альтернативными рок-группами, как Violent Femmes и The Pixies.

## Саундтрек
| №   | Название                          | Автор(ы)           | Длительность |
| --- | --------------------------------- | ------------------ | ------------ |
| 1.  | «Girl Trouble»                    | Violent Femmes     |              |
| 2.  | «Dickweed»                        | Elvis Hitler       |              |
| 3.  | «Monster»                         | Fred Schneider     |              |
| 4.  | «Where Is My Mind»                | The Pixies         |              |
| 5.  | «Dames, Booze, Chains, and Boots» | The Cramps         |              |
| 6.  | «Always Today»                    | The Honey Buzzards |              |
| 7.  | «My Heart Is A Flower»            | King Missile       |              |
| 8.  | «Don’t Push Me»                   | Elvis Hitler       |              |
| 9.  | «She’s On Drugs»                  | The Jazz Butcher   |              |
| 10. | «I’m Free»                        | Violent Femmes     |              |
| 11. | «Hold Me Thrill Me Kiss Me»       | Mel Carter         |              |
| 12. | «U Li La Lu»                      | Poi Dog Pondering  |              |
| 13. | «Rue Des Tempetes»                | The Young Gods     |              |
| 14. | «La La Love You»                  | The Pixies         |              |

## Выпуск
Фильм был показан в кинотеатрах США 30 июля 1993 года. Местным дистрибьютором была компания Mad Dog Films / October Films, в Канаде — Cineplex Odeon. Он был выпущен в зарубежных кинотеатрах компанией Films Number One, а зарубежные продажи осуществлялись компанией August Entertainment Inc. 26 января 1994 года, примерно семь месяцев спустя, он был выпущен внутри страны на VHS киностудией LIVE Home Video.

## Критика
Первые отзывы после выхода фильма были в основном положительными. TV Guide дал ему 3/4 звезды, The Austin Chronicle 3,5/5 звёзд. Отзывы о сценарии и сюжетной линии были неоднозначными. В то время как The Washington Post назвала фильм «грубой и лишённой воображения пародией на кино», The Austin Chronicle высоко оценила фильм, даже написав: «Подвиньтесь, Джон Уотерс и Пол Бартел. Появился новый, свежий художник, который … умудряется создать забавно дрянной, непристойный, мрачный и полностью развлекательный фильм, который он придумал и создал. Сильные стороны фильма Хершмана — это его удивительно дурацкая история в сочетании с потрясающим, первоклассным актерским составом, игра которого легко передаёт реалистичный образ жизни низших слоёв сословия».
Los Angeles Times высоко оценила актёрскую игру, в частности игру новичков, и сказала, что фильм воспринимается как роман, поскольку «и Пэрриш в своём дебютном фильме, и Шелли — очень привлекательные актёры».